# Paxilina
La paxilina (en inglés: paxillin, del latín paxillus, «pequeño poste») es una proteína componente de las adhesiones focales que desempeña funciones en la transducción de señales extracelulares en respuestas intracelulares. Descubierta en 1990, la paxilina tiene un peso molecular de 68 kDa (559 aminoácidos).
Su extremo C-terminal contiene cuatro dominios LIM que la unen a las adhesiones focales, quizá por asociación directa con la cola citoplasmática de la integrina beta. Por su parte, en el extremo N-terminal abundan los sitios de interacción proteína-proteína. Diversos prótidos se unen a la paxilina, como proteínas tirosina quinasa —Src y PTK2—, estructurales —vinculina y actopaxina—, y reguladores de la organización de actina —COOL/PIX y PKL/GIT—. Ayuda a reclutar moléculas del complejo de transducción de señales, con lo que facilita la recepción de estímulos externos que modulan diversos procesos celulares y, por tanto, que intervienen en la adhesión, movilidad y crecimiento de células. En humanos y viene codificada por el gen PXN.